# Indivisible
Indivisible — компьютерная игра в жанре Action/RPG, созданная компанией Lab Zero Games. Издателем проекта выступила фирма 505 Games. Выход игры для большинства запланированных платформ состоялся в октябре 2019 года.

## Игровой процесс
Игровой процесс Indivisible будет включать в себя элементы жанра метроидвания для процесса исследования мира и боевую механику вдохновлённую игрой Valkyrie Profile.

## Сюжет
В игре рассказывается история Ажны (англ. Ajna), девушки, которая пытается узнать истину о её мистических способностях. Во время её странствия, к ней присоединяется множество уникальных героев, а она получает новые способности, чтобы перемещаться по различным локациям и побеждать врагов на своём пути.

## Разработка
Indivisible была анонсирована компанией Lab Zero Games во время выступления об их игре Skullgirls на фестивале Anime Expo 2 июля 2015 года. Согласно разработчикам, в игре будет присутствовать сюжетная линия, вдохновлённая мифологией южно-восточной Азии и другими культурами. В проекте будет использоваться традиционная двухмерная анимация от художников как Lab Zero Games так и Studio Yotta. Хироки Кикута, наиболее известный как автор саундтрека к игре Secret of Mana выступит в качестве композитора.
5 октября 2015 года Lab Zero Games запустила на краудфандинговой площадке Indiegogo кампанию по финансированию проекта, намереваясь собрать 1 500 000 долларов. Одновременно с этим, разработчики сделали доступным для широкой публики прототип будущей игры. В случае, если Lab Zero Games смогла бы достигнуть или превзойти поставленную цель, то издатель 505 Games обещал возместить остальную часть бюджета, необходимого для разработки. Изначально кампания проходила довольно вяло и к 8 ноября 2015 года разработчики сумели привлечь только 764 000 долларов. Однако, 13 ноября 2015 года, кампания была продлена на дополнительные 20 дней, после того как проект смог собрать приблизительно 963 000 долларов, что оказалось выше необходимого для продления кампаний на Indiegogo порога в 60 %. После увеличения времени на сборы, проект смог достичь цели 2 декабря 2015 года.

## Отзывы
| Сводный рейтинг | Сводный рейтинг | Сводный рейтинг |
| Издание         | Оценка          | Оценка          |
| Издание         | PC              | PS4             |
| --------------- | --------------- | --------------- |
| GameRankings    | 81,71 %         | 80,29 %         |